# Marguerite Sylva
Marguerite ou Marguerita Sylva est le nom de scène de Marguerite Alice Hélène Smith, née le 10 juillet 1875 à Bruxelles et morte le 21 février 1957 à Glendale en Californie, est une mezzo-soprano belge qui s'est fait connaître non seulement dans l'opéra, mais aussi dans l'opérette et les comédies musicales. Elle est particulièrement connue pour ses représentations de Carmen, rôle qu'elle a chanté plus de 300 fois au cours de sa carrière. Marguerite Sylva a réalisé de nombreux enregistrements pour Edison Records entre 1910 et 1912.

## Biographie
Marguerite Sylva est la fille de Mathilde Schearer et de Christian Charles Louis Smith, un belge d'origine anglaise qui était médecin à la cour royale de Belgique. Elle est l'amie d'enfance d'Adolphe Max. Marguerite et sa sœur Edith sont formées au conservatoire de Bruxelles. Marguerite Sylva étudie principalement le piano mais prend également des cours particuliers de chant. Edith est devenue violoniste de concert d'une certaine renommée, sous le nom de Nadia Sylva.

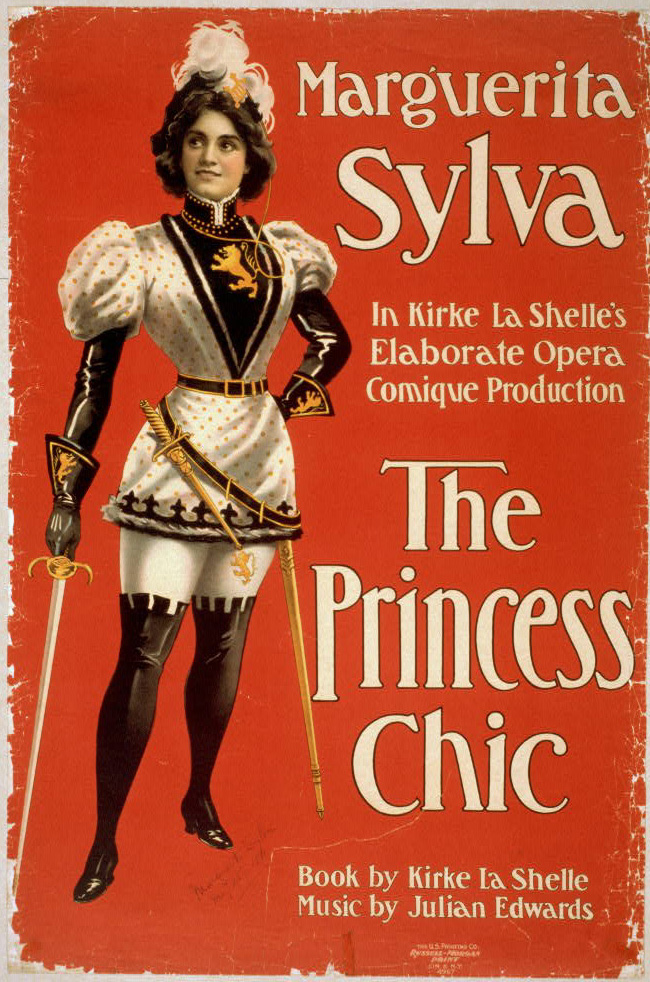
Marguerite Sylva, affiche pour The Princess Chic de Kirke La Shelle et Julian Edwards, 1900

Selon Howes, c'est William S. Gilbert qui donne aux sœurs leurs noms de scène. Au début de 1896, ils sont à Londres, où Edith doit jouer du violon pour Gilbert, Marguerite Sylva l'accompagne au piano. Marguerite Sylva se souvient qu'après qu'Edith eut fini de jouer, Gilbert lui demande : « Tu ne fais rien ? ». Elle lui dit qu'elle « chante un peu » et lui chante L'amour est un oiseau rebelle de Carmen. Il lui propose un rôle dans sa prochaine production The Grand Duke (en), mais elle refuse en disant qu'elle veut « essayer d'abord le grand opéra ». Après une audition avec Augustus Harris, elle est engagée pour chanter au théâtre de Drury Lane, et y fait ses débuts dans Carmen, en anglais. Ne connaissant pas l'anglais, elle mémorise les paroles et chante avec une apparente compréhension approfondie de leur signification. Avec la mort de Harris en juin 1896, ses projets à l'opéra prennent fin.
Elle part aux États-Unis avec la troupe d'Herbert Beerbohm Tree pour une représentation de The Seats of the Mighty de Gilbert Parker au Théâtre Knickerbocker[réf. nécessaire]. Parmi les acteurs, il y a Gerald du Maurier avec qui elle se fiance. Le jeune couple prévoit de poursuivre  ensemble une carrière dans la comédie musicale aux États-Unis, mais les fiançailles sont finalement rompues. Selon Beerbohm Tree, la mère de Marguerite Sylva s'est opposée au mariage. Du Maurier revient sur la scène londonienne.
Marguerite Sylva reste aux États-Unis où elle poursuit une carrière dans la comédie musicale, l'opérette et le vaudeville. En septembre 1898, elle apparait dans le rôle de Suzette dans The French Maid (en), et joue le rôle principal dans The Princess Chic. En 1899, elle apparait dans la première mondiale de The Fortune Teller (en) de Victor Herbert. Avec Alice Nielsen, elle tourne dans plusieurs villes américaines en jouant les rôles principaux de The Princess Chic, Miss Bob White et The Strollers . Elle forme la Marguerite Sylva Opera Company pour produire des opéras comiques et des opérettes sous la direction de Samuel F. Nixon et J. Fred Zimmerman Jr. (en).
En 1902, elle épouse William D. Mann, directeur du Herald Square Theatre de New York. Le couple part pour la France en 1904 où Marguerite redevient fascinée par l'opéra. Elle trouve une professeure, Madame C. Delattre, et est engagée par l'Opéra-Comique. Elle y fait ses débuts, le 14 septembre 1906 dans Carmen avec de très bonnes critiques. Pendant les trois années suivantes, Sylva chante avec succès en France,, en Belgique et en Allemagne où elle est particulièrement admirée. Marguerite Sylva et son mari, William Mann, se brouillent pendant ses années en France et divorcent en 1912.

En 1909, Oscar Hammerstein l'invite à revenir en Amérique pour chanter pour sa compagnie d'opéra. Le 1er septembre 1909, Marguerite Sylva fait ses débuts dans le rôle de Carmen, au Manhattan Opera House, à New York,. Son interprétation de Carmen est décrite comme étant, « la plus intéressante, la plus distinguée, la plus vivante qui n'ait été vue depuis que Calvé eu visité ce pays pour la première fois. Sensuelle, mais jamais vulgaire. , jamais commun, et chanté avec beauté de ton, … ». Interviewée par des journalistes, elle donne des conseils aux futurs chanteurs d'opéra concernant Paris, ville qu'elle leur conseille de ne pas fréquenter. Dans les années qui suivent, Marguerite Sylva chante aux États-Unis avec la troupe d'Hammerstein, la Compagnie de l'Opéra de Boston (en), et la Compagnie de l'Opéra de Saint-Charles (en)  jusqu'à ce qu'un différend mette fin à leur relation professionnelle. Elle déclare qu'Hammerstein a rompu le contrat en lui attribuant un rôle inférieur à celui pour lequel elle a été choisie dans Grisélidis. Elle chante également en Europe, notamment Carmen au Staatsoper Unter den Linden de Berlin, en 1912, avec Enrico Caruso dans le rôle de Don José,; à La Monnaie. En 1914, elle joue devant Guillaume II et on lui propose un engagement à l'Opéra de Berlin.

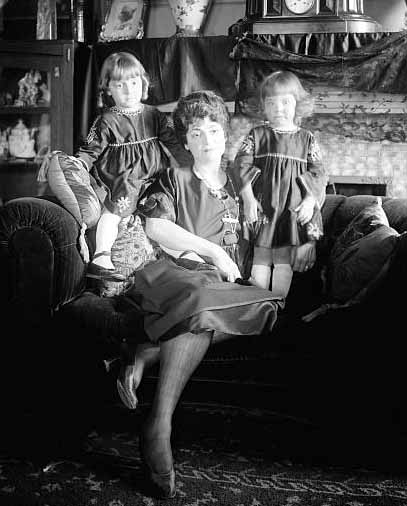
Marguerite Sylva avec ses filles

Le 1er décembre 1915, Marguerite Sylva épouse le lieutenant Bernard L. Smith, qui est à l'époque l'attaché naval adjoint à l'ambassade américaine à Paris. Le couple a ensuite deux filles, Daphnee et Marguerita (Marita), qui ont toutes deux poursuivi des carrières d'actrice. Le mariage se termine par un divorce pour abandon en 1929.
Elle continue également à apparaître à Broadway, dans les premières de Gypsy Love (1911) et The Skylark (1921). Sylva bénéficie d'un statut de célébrité normalement accordé aux stars de cinéma, et a même sa propre ligne de cosmétiques. En 2008, Mark Swed écrit dans le Los Angeles Times
Carmen n'est pas une nouveauté à Hollywood Bowl. Le 8 juillet 1922, trois jours avant la première saison de Symphonies Under the Stars, le Los Angeles Philharmonic, monte une somptueuse représentation de l'opéra de Bizet. Le casting compte près de 500 personnes. Des décors représentant  Séville entourent le tout nouvel amphithéâtre. Lorsque Marguerita Sylva, qui joue le rôle principal, arrive à Union Station, cinq jours plus tôt, les journalistes sont là pour l'accueillir comme si elle était une star de cinéma. Les bénéfices financent l'installation des premiers bancs du Bowl.
Pendant ses dernières années, Marguerite Sylva vit à North Hollywood où elle joue des petits rôles dans des films et enseigne le chant. Un an avant sa mort, elle est le sujet de la populaire émission de télévision de la NBC, This Is Your Life. Parmi ceux qui ont rendu hommage à Sylva, il y a la mezzo-soprano Mariska Aldrich qui a chanté avec elle dans la troupe d'Hammerstein et dont la carrière est quelque peu similaire à celle de Marguerite.
Le 20 février 1957, Marguerite Sylva sort de la route en conduisant sa voiture et percute une maison. Elle est grièvement blessée dans l'accident et décède le lendemain à l'âge de 81 ans au Behrens Memorial Hospital de Glendale, en Californie.

## À l'opéra
Bien que Marguerite Sylva soit mezzo-soprano, elle a également souvent endossé des rôles de soprano.
| - Carmen (Carmen) - Cavalleria rusticana (Santuzza) - Erminie (Erminie) - Faust (Marguerite) - Gypsy Love (en) (Zorika) - La Bohème (Musetta (?)) - La Favorite (Léonore) - Le Chemineau (Catherine) - Le Point d'Argentan (Rose-Marie) | - Les Contes d'Hoffmann (Giulietta) - Manon (Manon) - Mignon (Mignon) - Mireille (Taven) - Pagliacci (Nedda) - Parsifal (Kundry) - The Fortune Teller (en) (Mlle. Pompom) - The Princess Chic (Princess Chic of Normandy) - Tosca (Tosca) - Werther (Charlotte) |

## À Broadway
Les débuts sur scène de Marguerite Sylva aux États-Unis ont lieu dans la pièce The Seats of the Mighty (1896). Cependant, ses premières apparitions à Broadway sont principalement dans des comédies musicales, des opéras comiques et des opérettes. Sylva fait de nombreuses tournées aux États-Unis dans ce répertoire. Cette liste est limitée à ses performances connues à Broadway uniquement :
- Mlle Pompon dans la première de The Fortune Teller (en), opérette de Victor Herbert (26 septembre - 29 octobre 1898)
- Lady Janet Belford dans la première de Mam'selle 'Awkins, comédie musicale d'Herman Perlet et Alfred E. Aarons (26 février - 31 mars 1900.
- Erminie dans la reprise d' Erminie, opéra-comique d'Edward Jakobowski (en) (19 octobre - 28 novembre 1903)
- Zorika dans la première de Gypsy Love, une version anglaise de Zigeunerliebe, opérette de Franz Lehár (17 octobre - 11 novembre 1911)
- Elsie dans la première de The Skylark, comédie de Thomas P. Robinson (25 juillet - août 1921)
- Sonya Orlova Varilovna dans la première de Cousin Sonia, une comédie de Louis Verneuil (7 décembre 1925 - janvier 1926)
- Mooda à la première de Golden Dawn, une comédie musicale d'Emmerich Kálmán (30 novembre 1927 - 5 mai 1928)
- Mahuna dans la première de Luana une comédie musicale de Rudolf Friml (17 septembre - 4 octobre 1930)
- Giulia Sabittini dans la reprise de The Great Lover, une comédie de Frederic et Fanny Hatton et Leo Ditrichstein (en) (11 octobre - octobre 1932)
- La comtesse von Hohenbrunn dans la première de Three Waltzes, une comédie musicale de Clare Kummer (en) et Rowland Leigh d'après la pièce de  Paul Knepler, musique de Johann Strauss I, Johann Strauss II et Oscar Straus (25 décembre 1937 - 9 avril 1938)

## Au cinéma
La première aventure de Sylva dans le cinéma était probablement le rôle-titre dans un film muet de Carmen en 1913 tourné à Nîmes, en France, avec Andrea Habay, acteur du Théâtre Sarah Bernhardt, dans le rôle de Don José. Son premier grand rôle dans un film hollywoodien est venu en 1920 lorsqu'elle a joué Hilda Wilson dans The Honey Bee réalisé par Rupert Julian

### Filmographie
- 1920 : The Honey Bee (en) de Rupert Julian : Hilda Wils
- 1941 : They Dare Not Love de James Whale : Comtesse Marlik
- 1943 : L'Homme-léopard de Jacques Tourneur : Marta
- 1943 : La septième victime de Mark Robson : Mme. Bella Romari
- 1944 : Le Port de l'angoisse de Howard Hawks : La caissière
- 1944 : Les Conspirateurs de Jean Negulesco : femme plus âgée
- 1945 : La Gay Senorita de Arthur Dreifuss : Doña Maria Sandoval[31].
- 1945 : La Princesse et le Groom de Richard Thorpe : femme de diplomate

## Distinctions
- Ordre Pour le Mérite, médaille d'or (Prusse)[23].
- Ordre Ducal de Saxe-Cobourg et Gotha[23].